# Bavljenac

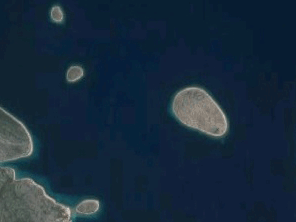
Đảo nhìn từ vệ tinh

Bavljenac là một hòn đảo không có người ở của Croatia trong vùng biển Adriatic. Đảo nằm trong quần đảo Šibenik.

## Địa lý
Hòn đảo có diện tích 0,14 km² và có chiều dài bờ biển 1,43 km. Độ cao tối đa của đảo là 39 m. Điểm đặc biệt của nó là bề mặt được bao phủ hoàn toàn bằng một mạng lưới tường đá khô được xây dựng vào thế kỷ 19 để bảo vệ các lô đất trồng nho khỏi tác động của gió và phân định ranh giới các lô đất của những chủ sở hữu khác nhau.
Nhìn từ trên không, hòn đảo trông giống như một dấu vân tay.